# Культурний переклад
Культурний переклад являє собою практику перекладу, яка має справу з культурними відмінностями. Також може визначатись як практика, мета якої представити іншу культуру шляхом перекладу. Цей вид перекладу розглядає проблеми, пов'язані з культурою, наприклад, питання діалектів, кухні, архітектури тощо. Основна проблема культурного перекладу, що є обов'язковою для вирішення, полягає в перекладі тексту задля представлення культурних відмінностей цього тексту відносно культури оригіналу.

## Переклад культур
Культурний переклад — це поняття, яке повинне розглядатись за допомогою антропології, а саме її культурної галузі, яка спеціалізується на питаннях культури між людьми. Перед цією дисципліною постає питання перекладу крізь культурні відмінності. Адже, діяльність перекладознавства базується не лише на мовних проблемах, а й на культурних відносинах між націями.
Перекладач-антрополог, зайнятий в галузі культурного перекладу, має справу з проблемами, що постали між мовами оригіналу та перекладу. Тобто, він повинен поважати позиції культур обох сторін: первинної мови та мови перекладу. Вільгельм вон Хумбольт висловив свою думку стосовно перекладу в листі до А. В. Шлегеля, 23 червня 1796 року: «Переклад здається мені спробою розв'язати завдання, неможливе для вирішення. Кожен перекладач приречений на вичерпання власних сил одним з двох каменів спіткання: при перекладі він буде або притримуватися оригіналу, нехтуючи розуміннями та мовою своєї нації, або надто дотримуватися своєрідних для своєї культури ознак, зневажаючи оригінальний текст. Золота середина не тільки складна у досягненні, а, навіть абсолютно неможлива».

## Скептичне ставлення до перекладу культур
Деякі антропологи не схвалюють культурний переклад. На їх думку, культура прагне певної узгодженості, що може таїтись у людському мисленні та практиці. У такому випадку, перекладач, зайнятий у галузі культурного перекладу, повинен мати набагато ширший діапазон знань, ніж надається йому в тексті.
Крім того, оскільки деякі культури та суспільства домінують над іншими, культурний переклад не може бути як слід рівноправним, а влада, внаслідок цього, його обмежує. Щоб зробити текст культурно зрозумілим для читача, мова перекладу має бути домінантною по відношенню до культури оригіналу. Поняття культури досить важке для розуміння, тому культурний переклад, безумовно, обмежений. Між цивілізаціями існує багато свого роду кордонів, що повинні розрізнятися. Теорія Едварда Сепіра, американського лінгвіста та антрополога, пояснює обмеження культурного перекладу таким чином: «Світи різних суспільств неповторні, це аж ніяк не один світ з різними прикріпленими до нього ярликами». «Кожна мовна спільнота має своє сприйняття світу, відмінне від світобачення інших суспільств, яке вказує на існування різних світів, визначених мовою».
За припущеннями деяких лінгвістів, неперекладність постає не тільки з мовних обмежень, а й через культурні бар'єри в рамках перекладу. Такі лінгвісти, як Ч. Л. Рен, вважають вузькі обмеження в культурній перекладності нав'язаними відмінністю точок зору між народами. Саме тому деякі дослідники спростовують теорію універсальної перекладності. Наприклад, Андре Мартіне впевнений, що, через свою унікальність, людські знання не можуть передаватися як слід. Ця теорія була раціоналізована Кетфордом в його книзі «Лінгвістична Теорія Перекладу»: «Культурна неперекладність виникає тоді, коли ситуативна особливість, яка функціонально доречна в оригінальному тексті, повністю відсутня в культурі мови перекладу. Наприклад, назви деяких установ, елементів вбрання, страв та абстрактних понять».
Антон Попович також має припущення щодо існування відмінності між мовною та культурною неперекладністю. Свою ідею він відстоює в праці «Словник для аналізу літературного перекладу»: « Це ситуація, коли, внаслідок відсутності визначень чи конотацій, неможливо адекватно замінити мовні елементи оригінального тексту структурними, лінійними, функціональними чи семантичними термінами».
В межах Всесвітньої історії домінування деяких культур над іншими є очевидним. Як приклад можна навести період, коли колоніалізм представляв головну ідеологію серед багатьох держав. Дійсно, деякі культури були представлені як основа та сутність функціонування світу. Варто сказати, що культурний переклад має відображати нерівність між цивілізаціями та народами. Крім того, цей вид перекладу надає й інші проблеми для їх вирішення, наприклад, конфлікт між культурами та історичними змінами.

## Подвійний процес
Очевидно, що переклад може бути пов'язаний з обміном, міграцією та мобільністю — термінами, що являють собою сутність глобалізації. Тому ця дисципліна подає так званий подвійний процес, тобто поєднання транснаціонального (через кордони) та перекладацького (обмін перекладами) понять. Цей процес відкидає розділення мов оригіналу і перекладу та робить можливим обговорювання культурних відмінностей.
Такі глобальні «переговори стосовно відмінності» особливо важливі в постколоніальних умовах і можуть розглядатись як «перформативні переговори щодо культурних відмінностей в процесі де- та реконтекстуалізації».

## Культура та цивілізація
Для правильного розуміння власного терміну, культурний переклад передбачає поняття культури, якому потрібно надати точного визначення. Існує два відмінних значення цього поняття: перше визначає культуру як цивілізоване суспільство розвиненої держави, тоді як друге розглядає її як цілу збірку видів поведінки та способів життя, що поділяється одним народом. Як пояснялося раніше, культура відіграє важливу роль та значення у перекладі. Згідно думці Катана, культура — це спільна модель світу, ієрархічна модель вірувань, цінностей та схем поведінки, що можуть керувати людськими діями та взаємодіями. Надбання культури може відбуватися різноманітними шляхами, наприклад, освітою.
Термін цивілізації визначається як розвинене людське суспільство, яке, завдяки людям, зуміло створити власну культуру. За цим поняттям, перекладач може перекласти текст шляхом розв'язання питання розвитку культур. Ньюмарк переконаний, що переклад є цінним для культури, оскільки він вдосконалює розвиток культур в усьому світі. Цивілізація призводить до створення виразних видів комунікації, таких як абетка і словники, та до величезного розвитку мов і літератур. Завдяки цьому процесу перед культурним перекладом постали нові питання.
З точки зору ідеології, культура завдає великого впливу на державне суспільство та політичну діяльність. На думку таких перекладознавців, як Евен-Зохар, Сьюзан Бассетт та Тріведі, культура також пов'язана з волею влади і тим, як люди претендують на цю владу. У цьому сенсі, переклад має справу зі створенням ідеологічних систем, зрозумілих читачам. Як наслідок, переклад культур пов'язаний з етикою та пояснює новий спосіб мислення. Обов'язком цього виду перекладу є відображення через перекладені тексти ситуації та індивідуального способу мислення.